# Microlitón

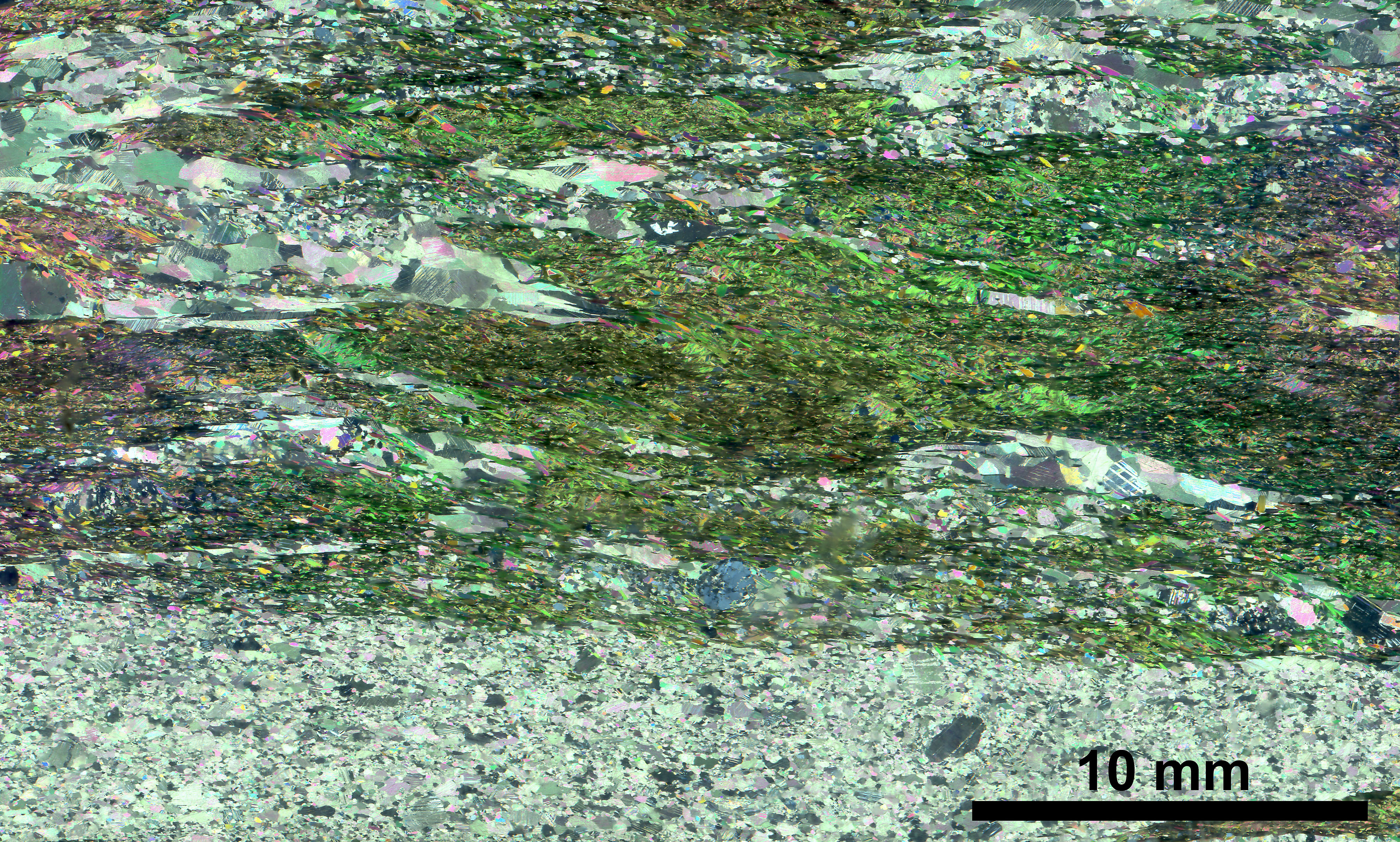
Lámina delgada de roca compuesta dominios de clivaje de mica (verde) y microlitones de carbonato (colores claro).

Un microlitón es un pequeño lente o capa de roca que se caracteriza por tener una fábrica con poca orientación preferencial al compararse con los dominios de clivaje. Junto con el clivaje respectivo componen la foliación en dominios o foliación espaciada.
En algunas rocas metamórficas se identifica el clivaje de crenulación como aquel clivaje que es distinto a cualquier foliación que pueda existir en los microlitones.